# Group X

Group X est un mouvement artistique britannique qui a brièvement existé dans les années qui ont suivi la Première Guerre mondiale. 
Plusieurs de ses membres, dont Wyndham Lewis, faisaient partie du mouvement vorticiste avant la guerre. Le groupe a tenu une unique exposition en 1920.

## Histoire
En 1920, d'anciens membres du mouvement vorticiste d'avant guerre ont brusquement quitté The London Group. Six de ces artistes, Jessica Dismorr, Frederick Etchells, Cuthbert Hamilton, Wyndham Lewis, William Roberts et Edward Wadsworth, rejoints par le sculpteur Frank Dobson, Charles Ginner, l'Américain Edward McKnight Kauffer et John Turnbull forment le mouvement Group X.
Le groupe a exposé du 26 mars au 24 avril 1920 à la Galerie Mansard dans le magasin Heal's (en) de la Tottenham Court Road à Londres.